# Хесус Чонг
Хесус Альберто Чонг (ісп. Jesús Alberto Chong; 7 січня 1965, Гомес-Паласіо) — мексиканський професійний боксер, чемпіон світу за версією WBO (1997) у першій найлегшій вазі.
Чонг мав батька китайця і матір мексиканку.

## Професіональна кар'єра
1987 року дебютував на профірингу і здобув 9 перемог поспіль, після чого зазнав двох поразок, одну з них — від Джонні Тапіа (США). Надалі перемоги у Чонга чергувалися з поразками.
16 липня 1995 року завоював малозначимий титул чемпіона світу за версією WBF у першій найлегшій вазі.
16 квітня 1996 року переміг нокаутом Еріка Гриффіна (США) і завоював титул чемпіона NABF у першій найлегшій вазі.
31 травня 1997 року вдруге вийшов проти Еріка Гріффина в бою за вакантний титул чемпіона світу за версією WBO у першій найлегшій вазі і переміг технічним нокаутом у другому раунді. Втратив титул в наступному бою, програвши співвітчизнику Мельчору Коб Кастро одностайним рішенням суддів.